# Готье, Жюдит
Жюдит Готье (фр. Judith Gautier, 25 августа 1845, Париж — 26 декабря 1917) — французская поэтесса и романист. Дочь Теофиля Готье и Эрнесты Гризи, сестры итальянской балерины Карлотты Гризи. Стала первой женщиной-членом Гонкуровской академии в 1910 году. В тот же год была награждена Орденом Почетного легиона.
Была замужем за Катюлем Мендесом, но вскоре развелась. Какое-то время состояла в связи с Виктором Гюго. Также был короткий роман с композитором Рихардом Вагнером в конце лета 1876 года. 
Затем, она вышла замуж за Пьера Лоти, знаменитого романиста. С 1913 года играла в Новом театре в Нью-Йорке. Она много знала о восточной культуре, и её основные работы были на тему Китая или Японии. В 1867 году под псевдонимом Judith Walter издала антологию прозаических текстов «Яшмовая книга» (или «Нефритовая книга» порт. Livre de Jade). В 1902 году уже под своим именем выпустила новое переработанное издание «Нефритовой книги», на титульном листе которого было заявлено, что публикация содержит переводы поэзии с китайского языка. Издание завоевало известность, переиздавалось, было переведено на другие языки, но давало публике весьма далёкое от реального представление о китайской поэзии. Частичные переводы опубликовали Антониу Фейжо́ (Cancioneiro Chinês, 1890, 2-и исправленное и дополненное 1903) и Н. С. Гумилёв («Фарфоровый павильон», 1918). В 2006 году Фердинанд Стосе (Ferdinand Stocès) подверг сомнению аутентичность китайских источников французских переводов Готье: по данным исследователя, в издании 1902 года 22 из 110 стихотворений действительно были переводами с китайского, и 25 были созданы Эрве де Сен-Дени или вдохновлены им. Другие были вариациями на китайские темы.

## Работы
- Le dragon impérial (1869)
- L’Usurpateur (1875)
- Isoline et La Fleur-Serpent (1882), ISBN 978-1-61227-152-1)
- Les princesses d’amours (Paris, 1900)
- Le collier des jours (Paris, 1902)
- Le livre de jade :  [фр.] / poésies traduites du chinois par Judith Gautier. — Nouv. éd. — Paris : F. Juven, 1902. — 270 p.
- Mémoires d’un éléphant blanc (книга для детей)[8]